# Łubin trwały
Łubin trwały (Lupinus polyphyllus L.) – gatunek rośliny z rodziny bobowatych. Pochodzi z zachodniej i północno-wschodniej części Ameryki Północnej. Rozprzestrzeniony został jako roślina pastewna lub ozdobna (liczne kultywary) ze względu na barwne kwiaty. Jako gatunek introdukowany rośnie w Europie, Azji, Ameryce Południowej, w południowej Australii i w Nowej Zelandii. W Polsce jest dość pospolity, lokalnie tylko jest rzadszy w Polsce Środkowej i Karpatach.

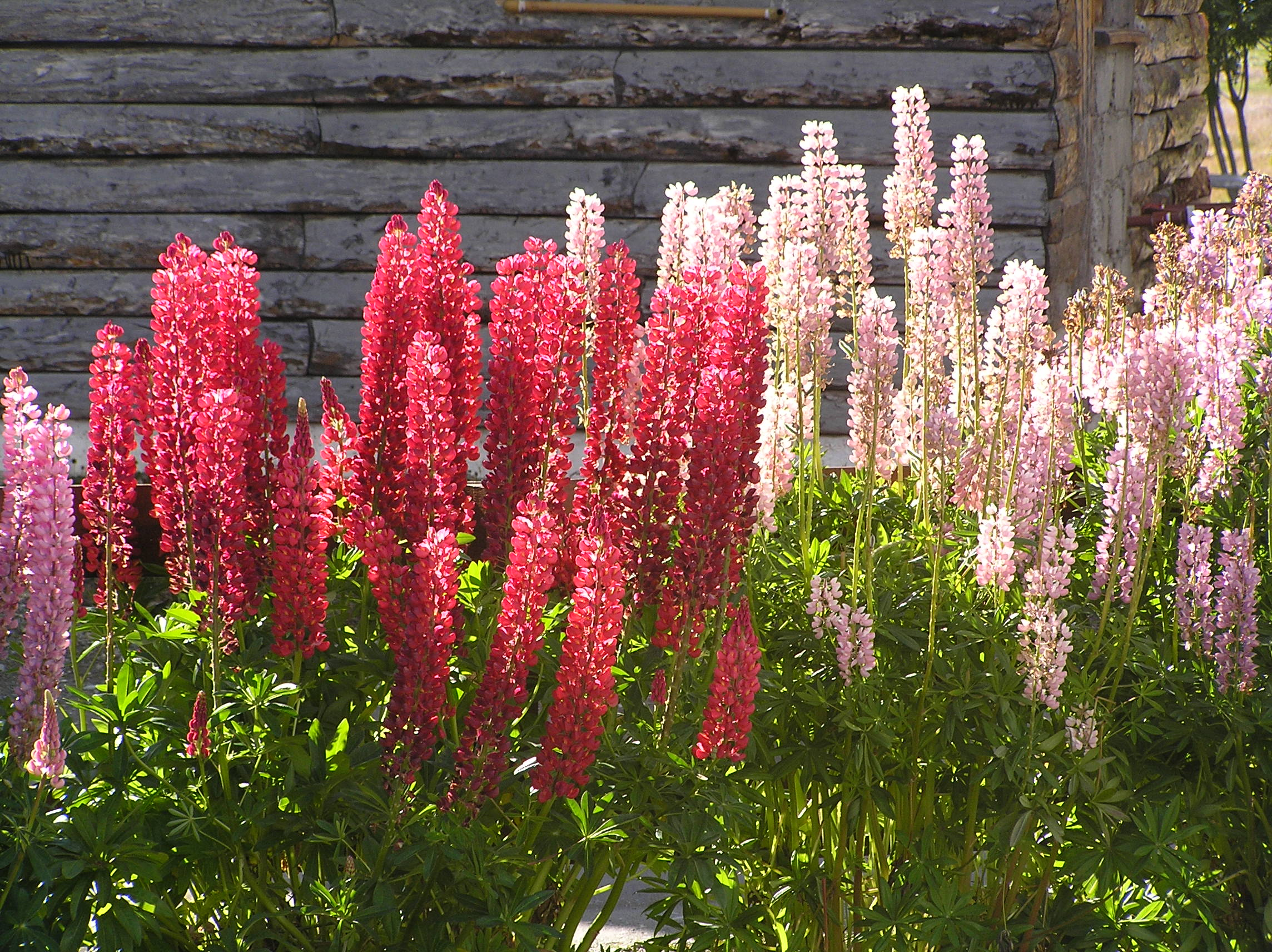
Różnobarwne odmiany ogrodowe

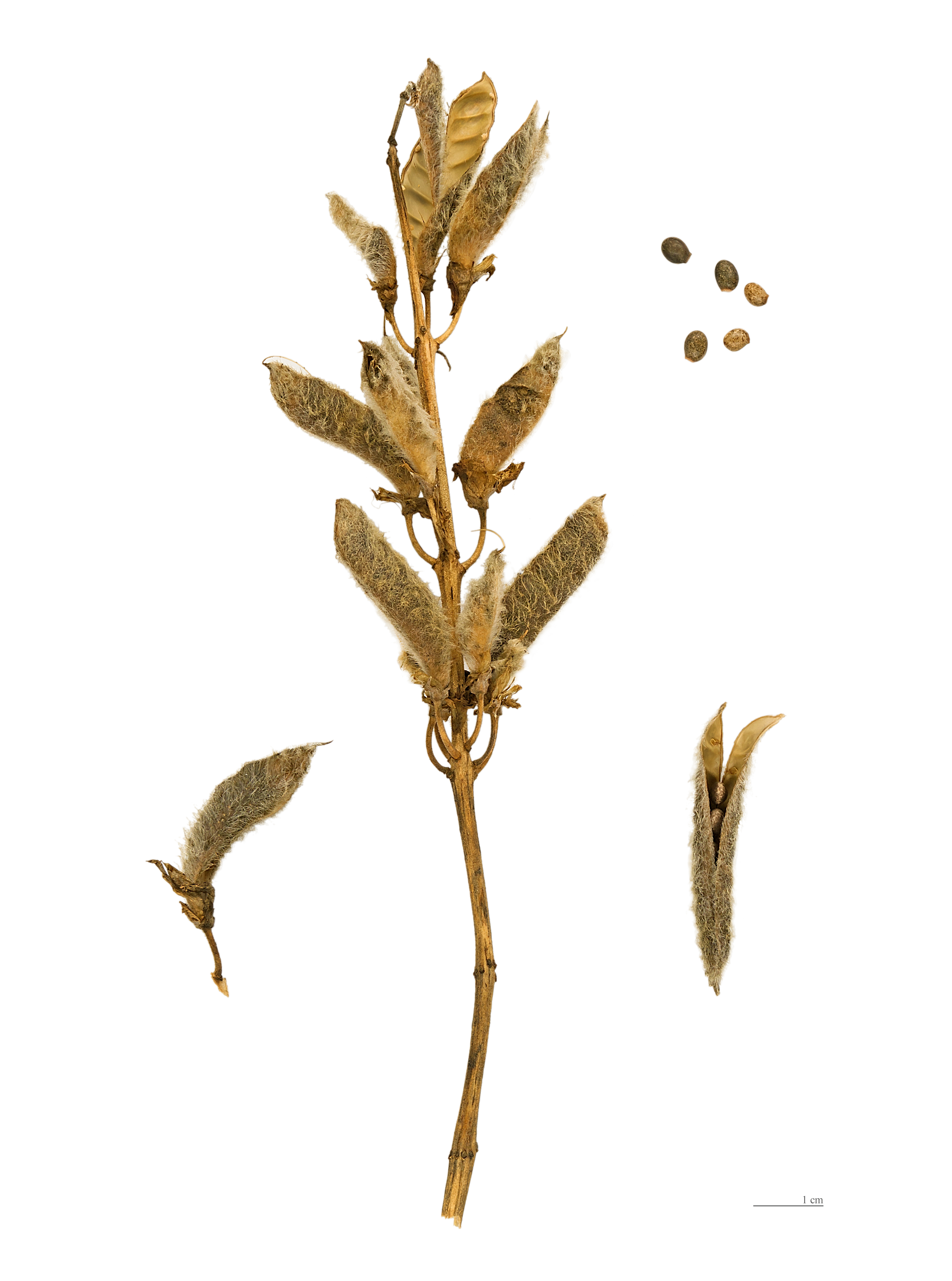
Owoce i nasiona

## Morfologia
ŁodygaProsta, wzniesiona o wysokości do 150 cm.
LiścieDłoniastodzielne, składające się z 9–17 (13–15) lancetowatych listków.
KwiatyZebrane w duże grono w górnej części łodygi. Górna warga kielicha jest całobrzega. Kwiaty grzbieciste, duże. Przeważnie fioletowo-niebieskie (od ciemnobłękitnych, przez fioletowe do fioletowopurpurowych), z białym żagielkiem w środku. 10 pręcików zrośniętych w rurkę wokół pojedynczego słupka.
OwocOwłosiony strąk zawierający 5–9 nasion. Nasiona lśniące, plamiste, o elipsoidalnym kształcie.

## Biologia i ekologia
Bylina, hemikryptofit. Rośnie na suchych stanowiskach, w pobliżu lasów, na polanach i bezdrożach. Kwitnie od czerwca do lipca. Roślina lekko trująca z powodu zawartości alkaloidów. Istnieją odmiany nietrujące.

## Zmienność
Gatunek należy do podrodzaju Platycarpos. W obrębie gatunku wyróżnia się 5 odmian:
- L. polyphyllus var. burkei
- L. polyphyllus var. humicola
- L. polyphyllus var. pallidipes
- L. polyphyllus var. polyphyllus
- L. polyphyllus var. prunophilus

oraz liczne kultywary. Tworzy także mieszańce.

## Nazewnictwo
Dawniej, w niektórych regionach łubinem trwałym nazywano niektóre gatunki innych roślin. Według większości XIX-wiecznych autorów, nazwa łubin stosowana była na Litwie dla rzodkwi świrzepy, łubinem nazywano również gorczycę polną, tzw. ognichę, o złocistożółtych kwiatach. Prawdopodobnie w tym ostatnim znaczeniu użył tej nazwy Adam Mickiewicz w Panu Tadeuszu. Nazwą "łubin" określano niekiedy dziki, żółtokwitnący gatunek koniczyny.

## Zastosowanie
- Często uprawiany jako roślina ozdobna, głównie odmiany o wielobarwnych i dużych kwiatach. Nadaje się na rabaty, do parków, na kwiat cięty (jednak jest krótkotrwały).
- Odmiany z niską zawartością alkaloidów uprawiane są jako rośliny pastewne.
- Czasami zasiewany na polanach i w lasach na paszę dla dzikich zwierząt.
- W dawnych czasach z nasion łubinu, po usunięciu goryczki wytwarzano mąkę.

## Uprawa
Lubi miejsca słoneczne, gleby piaszczyste i próchniczne, suche, lub średnio wilgotne. Nie toleruje dużej ilości wapnia w glebie. Uprawia się go z nasion, jest łatwy w uprawie. Po przekwitnięciu rośliny należy ją ściąć, wówczas zakwitnie drugi raz jesienią.